# Lejota cyanea
Lejota cyanea är en tvåvingeart som först beskrevs av Smith 1912.  Lejota cyanea ingår i släktet vedblomflugor, och familjen blomflugor. Inga underarter finns listade i Catalogue of Life.